# 2-Methyl-2-Butanol
2-Methyl-2-butanol, også kendt som tert-amylalkohol, er en af isomererne af amylalkohol. Det er en klar, farveløs væske med en kraftig lugt af pebermynte. Hos mennesker har den en beroligende og virkning svarende til ethanol ved indtagelse eller indånding, og er tidligere blevet brugt i medicin til dette formål.
Det er aktivt i doser på 2,000-4,000 mg, hvilket gør det omkring 20 gange mere potent end almindelig ethanol. 2-methyl-2-butanol har samme struktur som ethchlorvynol og methylpentynol. Det er også et biprodukt til gæring af korn.
| Kemi | Spire Denne artikel om kemi er en spire som bør udbygges. Du er velkommen til at hjælpe Wikipedia ved at udvide den. |